# Partidos políticos de la República de Weimar
En los trece años de existencia de la República de Weimar, unos cuarenta partidos tuvieron representación en el Reichstag. Esta fragmentación del poder político se debió en parte al peculiar sistema parlamentario de la República de Weimar y en parte a los muchos desafíos que enfrentaba la democracia alemana en este período.

## Partidos políticos

### De izquierdas
- Partido Comunista Obrero de Alemania (Kommunistische Arbeiter-Partei Deutschlands) (KAPD) - Un partido ultraizquierdista que se escindió del KPD en 1920. Rechazaron la participación en el Parlamento y pidieron una acción revolucionaria inmediata. Inmediatamente después de su formación, el partido sufrió una serie de escisiones y perdió gran parte de la poca influencia que tenía.
- Partido Comunista de Alemania (Kommunistische Partei Deutschlands) (KPD) - Formado a partir de una serie de grupos de izquierda, incluida el ala más izquierdista del USPD y la Liga Espartaquista. Era un partido marxista-leninista que abogaba por la revolución del proletariado y la creación de un régimen comunista siguiendo el ejemplo de la Unión Soviética. El principal periódico del partido fue Die Rote Fahne (La bandera roja).
- Partido Comunista Unido de Alemania (Vereinigte Kommunistische Partei Deutschlands) (VKPD)
- Partido Comunista de Alemania-Oposición (Kommunistische Partei Deutschlands (Opposition)) (KPO) - Se separó del KPD en 1928, representando la "Oposición Derechista" de los bujarinistas contra el "Centro" estalinista y la "Oposición de Izquierda" trotskista. Nunca tuvo la intención de ser un partido político real, sino de influir en el KPD.
- Partido Socialdemócrata Independiente de Alemania (Unabhängige Sozialdemokratische Partei Deutschlands) (USPD) - Facción de izquierdas que se había separado del SPD en 1917. Partes de él se separaron y formaron el Partido Comunista, mientras que la mayoría se reunió con el MSPD en 1922. Era un partido marxista que buscaba el cambio a través de programas parlamentarios y sociales progresistas.
- Partido de los Trabajadores Socialistas de Alemania (Sozialistische Arbeiterpartei Deutschlands) (SAPD) - Facción de izquierdas que se había separado del SPD en 1931. Partes del USPD y disidentes del KPD y el KPO se unieron a él, pero siguió siendo pequeño. Sus posiciones políticas eran cercanas a las del USPD, oscilando entre el SPD y el KPD. (Partido escindido).
- Liga Socialista (Sozialistischer Bund) - Partido escindido del USPD que luego se fusionó con el SADP.
- Partido Socialdemócrata de Alemania (Sozialdemokratische Partei Deutschlands) (SPD) - Entre 1917 y 1922 también llamado Mayoría Socialdemócrata (Mehrheitssozialdemokratische Partei) (MSPD). Apoyó el sistema parlamentario de la democracia y amplios programas sociales en la economía. El periódico del partido era el Vorwärts.

### De centro
- Partido Democrático Alemán (Deutsche Demokratische Partei) (DDP) - Un partido social-liberal. Uno de los dos principales partidos liberales. Los periódicos de su partido eran el Vossische Zeitung y el Volkswacht.
- Partido Estatal Alemán (Deutsche Staatspartei) (DStP) - Formado en 1930 por el DDP, la Asociación Nacional Popular del Reich y restos de los Sindicalistas Cristianos. En 1930, publicó un "Manifiesto del Partido Estatal Alemán".
- Partido del Reich de la Clase Media Alemana (Wirtschaftspartei) (WP)
- Liga Popular Hanseática (Hanseatischer Volksbund) (HVB)
- Partido de Centro (Deutsche Zentrumspartei) (Zentrum) - Fue la continuación del partido católico anterior a la República de Weimar del mismo nombre. El periódico de su partido era Germania.
- Asociación Nacional Popular del Reich (Volksnationale Reichsvereinigung)

### De derechas
- Partido Conservador Popular (Konservative Volkspartei) (KVP)
- Partido Popular Alemán (Deutsche Volkspartei) (DVP) - Con origen en los Liberales Nacionales anteriores a la República de Weimar, era un partido liberal nacional de centro-derecha. Su presidente fue Gustav Stresemann.
- Partido Cristiano Popular (Christliche Volkspartei) (CVP)
- Partido Popular Bávaro (Bayerische Volkspartei) (BVP) - Partido católico y conservador.
- Servicio Social Cristiano Popular (Christlich-Sozialer Volksdienst) (CSVD)
- Partido Cristiano-Nacional de los Campesinos y Agricultores (Christlich-Nationale Bauern- und Landvolkpartei) (CNBL)
- Partido Obrero Alemán (Deutsche Arbeiterpartei) (DAP) - Formado en 1919 por Anton Drexler junto con Gottfried Feder, Dietrich Eckart y Karl Harrer, y surgió en parte de la Sociedad Thule, la organización tapadera del ocultista ariosofista Germanenorden. Este partido agregó el adjetivo "Nacionalsocialista" a su nombre y se convirtió en el "Partido Nacionalsocialista Obrero Alemán" (NSDAP) en 1920.
- Partido Social Alemán (Deutschsoziale Partei) (DSP)
- Partido Alemán-Hannoveriano (Deutsch-Hannoversche Partei) (DHP)
- Partido Reformista Alemán (Deutsche Reformpartei) (DRP)
- Partido por la Libertad del Pueblo Alemán (Deutschvölkische Freiheitspartei) (DVFP) - Este era el partido del general Ludendorff. Hizo campaña abogando por un régimen autoritario y nacionalista y además de cuestionar las medidas socioeconómicas. También buscó cerrar las bolsas de valores y nacionalizar los bancos. En mayo de 1924 obtuvo el 6,4% de los votos en alianza con el NSDAP, pero cayó al 3% en las siguientes elecciones, en diciembre de 1924.
- Partido del Reich del Pueblo Alemán (Deutschvölkische Reichspartei) (DVRP)
- Partido Nacional del Pueblo Alemán (Deutschnationale Volkspartei) (DNVP) - Se presentó como una Volksgemeinschaft o partido sin clases. Incluía restos del Partido Conservador Alemán, el Partido Conservador Libre, el movimiento Völkische, el movimiento Social Cristiano y la Asociación Panalemana. Fundó dos sindicatos; uno para el trabajadores de cuello azul (DNAB) y otro para el trabajador de cuello blanco (DNAgB), que habían sido políticamente irrelevantes. El DNVP fue el principal partido autoritario de derecha de la República de Weimar, pero pasó al radicalismo después de quedar bajo el control del magnate de la prensa Alfred Hugenberg en 1928. Organizó la Oposición Nacional en 1929, junto con los líderes de los Stahlhelm, Hjalmar Schacht, el presidente del banco central y el Partido Nazi de Hitler, para oponerse a la gran coalición del canciller Hermann Müller.
- Liga Popular Alemana (Deutscher Volksverein) - fue fundada en 1881 por Max Liebermann von Sonnenberg, un exoficial, y Bernhard Förster, el cuñado de Nietzsche.
- Deutsches Landvolk - Nombre del Partido Cristiano-Nacional de los Campesinos y Agricultores para las elecciones al Reichstag de 1930.
- Partido Socialista Alemán (Deutschsozialistische Partei) (DSP) -  Estaba encabezado por Julius Streicher y también estaba muy organizado, a pesar de tener un tamaño bastante pequeño. En un movimiento controvertido, se disolvió en 1922 y muchos de sus miembros ingresaron al (entonces muy nuevo) Partido Nazi.
- Partido Obrero de la Gran Alemania (Großdeutsche Arbeiterpartei) (GDAP)
- Gran Comunidad Nacional Alemana (Großdeutsche Volksgemeinschaft) (GVG) - Una organización tapadera nazi establecida en enero de 1924 cuando el Partido Nazi fue ilegalizado. Ubicado en Baviera, fue dirigido por Alfred Rosenberg hasta julio, cuando fue derrocado por Julius Streicher. Opuesto al parlamentarismo, no obtuvo representación en el Reichstag. Fue disuelto en marzo de 1925 y reabsorbido por el Partido Nazi.
- Partido Bolchevique Nacional (National Bolsheviks) - Dirigidos por Ernst Niekisch, combinaron el ultranacionalismo con el radicalismo social al afirmar que defendían tanto los principios "alemanes" como gran parte del programa llevado a cabo por los bolcheviques con Lenin.
- Partido Nacionalsocialista Obrero Alemán (Nationalsozialistische Deutsche Arbeiter Partei) (NSDAP) - fue un partido político de extrema derecha que estuvo activo entre 1920 y 1945, creador de la ideología del nazismo. Su precursor, el Partido Obrero Alemán (Deutsche Arbeiterpartei; DAP), existió de 1919 a 1920. El Partido Nazi surgió de la cultura paramilitar nacionalista, racista y populista alemana de los Freikorps, que luchaban contra los levantamientos comunistas en la Alemania posterior a la Primera Guerra Mundial. Apoyaba las ideas de Führerprinzip, el volksgemeinschaft, el pangermanismo, el lebensraum y la "raza aria". El partido incorporó a su credo el ferviente antisemitismo, el anticomunismo, el anticapitalismo, el racismo científico y el uso de la eugenesia. Encabezado por Adolf Hitler desde 1921, el Partido Nazi se convirtió en el partido político más grande de Alemania en 1933.

### Otras organizaciones políticas
- Liga Agraria Alemana (Bund der Landwirte) - Tomó el nombre de Reichslandbund (RLB) después de 1920.
- Asociación General de Servicio Civil Alemán (Allgemeiner Deutscher Beamtenbund) (ADB) - Una liga de funcionarios iniciada por el SPD.
- Liga Bávara de Agricultores (Bayerischer Bauernbund) (BB) - Operaba en toda Alemania pero especialmente en Baviera. Tenía inclinaciones democráticas y anticlericales y suscribía un estrecho particularismo bávaro.
- Bauernvereine - Asociaciones de agricultores asociadas al Zentrum, que se ubicaban en el oeste y sur católicos.
- Bauernverein - Asociación campesina ubicada en Schleswig-Holstein. Sin vínculos religiosos, inicialmente apoyó una política económica y política liberal.
- Movimiento Cristiano Social
- Consejo Agrario Alemán (Deutsche Landwirtschafsrat)
- Federación de Comercio Minorista Alemán
- Frente Verde - Un grupo paraguas que estaba formado por el Landbund (RLB), la Deutsche Bauernshaft (anteriormente Bauernbund), la Asociación de Sindicatos de Campesinos Cristiano-Alemanes y el Consejo Agrario Alemán. Promovió demasiado el interés de los Junkers y expulsó a muchos agricultores.
- Liga Combativa de Nacionalsocialistas Revolucionarios (Kampfgemeinschaft Revolutionärer Nationalsozialisten) (KGRNS)
- Movimiento Popular Rural (Landvolkbewegung) - Un movimiento de agricultores principalmente en Schleswig-Holstein se formó a raíz de las manifestaciones de enero de 1928.
- Asociación Nacional de Desertores (Reichsbund der Deserteure) - ;Dirigido por Karl Liebknecht; formado antes de la ruptura de los Socialistas Independientes.
- Liga Rural Natural (Reichslandbund).
- Liga Espartaquista (Spartakusbund) - Comenzó como el ala izquierda del USPD dirigido por Rosa Luxemburgo y Karl Liebknecht, y que luego se convirtió en el Partido Comunista Alemán.

### Sindicatos
- Federación General de Sindicatos Alemanes (Allgemeiner Deutsche Gewerkschaftsbund) (ADGB)
- Federación General de Trabajadores (Allgemeiner freier Angestelltenbund) (AfA) - sindicato de empleados administrativos afiliado a los sindicatos libres dominados por el SPD.
- Partido Cristiano Popular (Christliche Volkspartei) (CVP) - Lista combinada del Partido Popular Bávaro (BVP) y el Partido de Centro (Zentrum).
- Lista Electoral del Reich Federalista Cristiano (Christlich-föderalistische Reichswahlliste) - Lista combinada del Partido Popular Bávaro (BVP) y el Partido Cristiano Popular (CVP).
- Sindicato Alemán de Trabajadores Agrícolas (Deutscher Landarbeiter-Verband) (DLV) - Organizado por el SPD.
- Asociación Nacional de Empleados Comerciales (Deutschnationaler Handlungsgehilfenverband) (DHV) - El sindicato conservador de trabajadores de cuello blanco. La dirección del DHV no apoyó plenamente al NSDAP porque no reconocía la independencia de los sindicatos.
- Asociación General de Sindicatos de Funcionarios Públicos Alemanes (Gesamtverband Deutscher Beamtengewerkschaften) (GDB) - era un sindicato de funcionarios conservador.
- Sindicato de Trabajadores (Gewerkschaftsbund der Angestellten) (GdA) - era un sindicato de Hirsch-Duncker.
- Confederación Sindical de Asociaciones de Trabajadores Alemanes (Gewerkschaftsbund deutscher Angestelltenverbände) (Gedag) - Sindicato de trabajadores de cuello blanco conservador.
- Confederación del Reich de Asociaciones Profesionales Asalariadas Alemanas (Reichsbund Deutscher Angestellten-Berufsverbände) - Sindicato de trabajadores de cuello blanco conservador.
- Asociación de Sindicatos de Agricultores Cristiano-Alemanes (Vereinigung der chrislichen-deutschen Bauernvereine).
- Asociación Central de Trabajadores (Zentralverband der Angestellten) (ZdA) - una asociación de sindicatos de trabajadores de cuello blanco iniciada por el SPD.
- Partido Nacionalsocialista de la Libertad (Nationalsozialistische Freiheitspartei) (NSFP) - Lista combinada del Partido por la Libertad del Pueblo Alemán (DVFP) y el Partido Nacionalsocialista Obrero Alemán (NSDAP).
- Movimiento Nacionalsocialista de la Libertad (Nationalsozialistische Freiheitsbewegung) (NSFB) - Lista combinada del Partido por la Libertad del Pueblo Alemán (DVFP) y el Partido Nacionalsocialista Obrero Alemán (NSDAP).

### Otras organizaciones
- Liga Pangermana (Alldeutscher Verband)
- Frente de Harzburg (Harzburger Front)
- Juventudes Católicas (Katholische Burschenvereine) - Asociaciones de jóvenes católicos que la Iglesia Católica inició en el sur de Alemania para proporcionar a la juventud católica numerosas actividades.
- Deutsches Handwerk. Organización artesanal alemana encabezada por Zeleny. Zeleny abogó por posiciones que mejorarían las condiciones de la vieja clase media. Más tarde respaldaría al NSDAP.
- Movimiento Tatkreis
- Movimiento Völkisch

#### Sociedades secretas
- Organización Cónsul (Organisation Consul) (OC) - En julio de 1921, el Capitán Ehrhardt y varios miembros de su brigada formaron esta organización para cometer asesinatos políticos.
- Feme - un tribunal irregular basado en los de la Alemania medieval que en administraría justicia cuando el gobierno fuera demasiado débil para mantener el orden. (Estas dos organizaciones se superpusieron).